# 三カ国電車

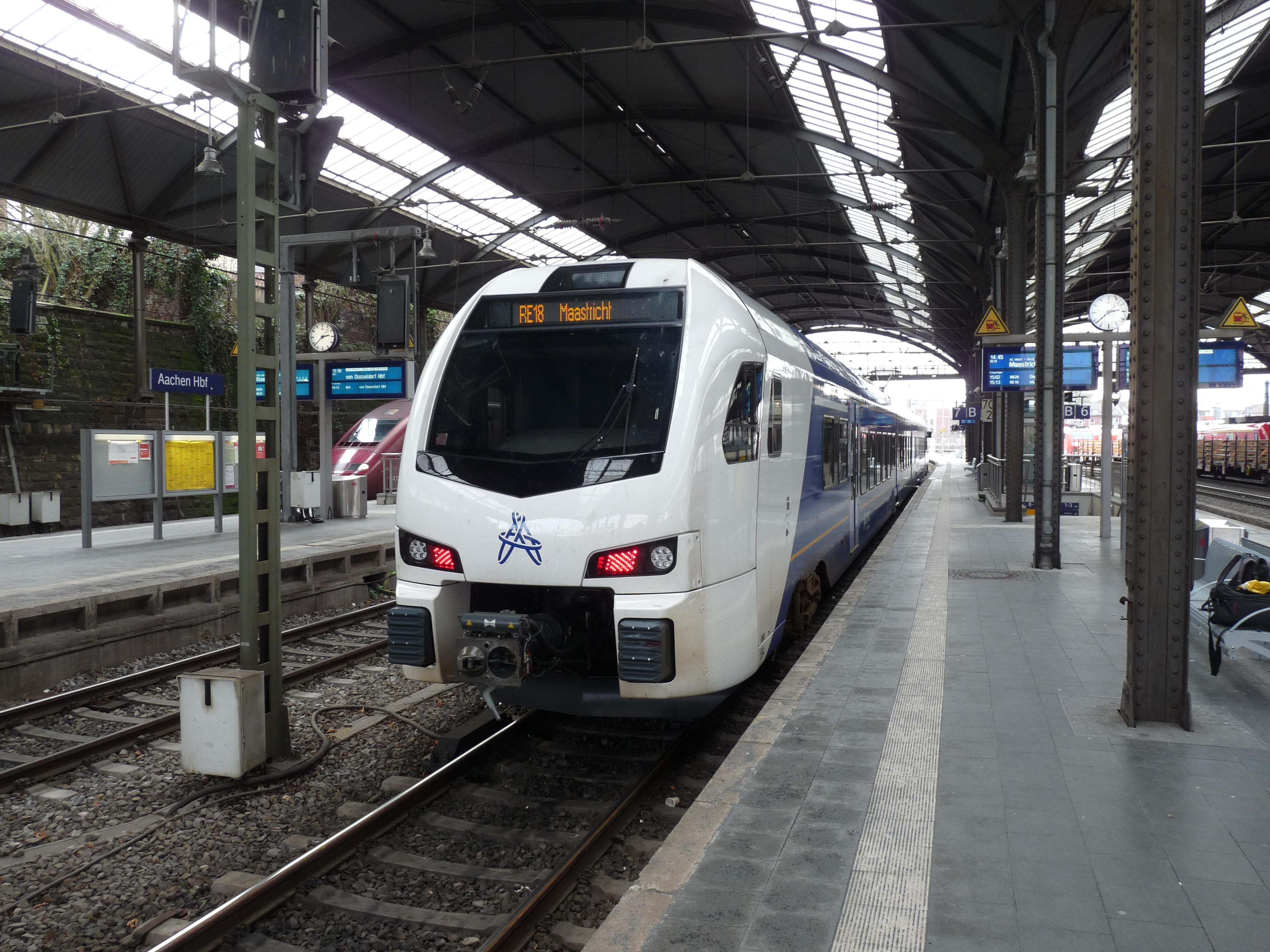
アーヘン中央駅に到着した三カ国電車

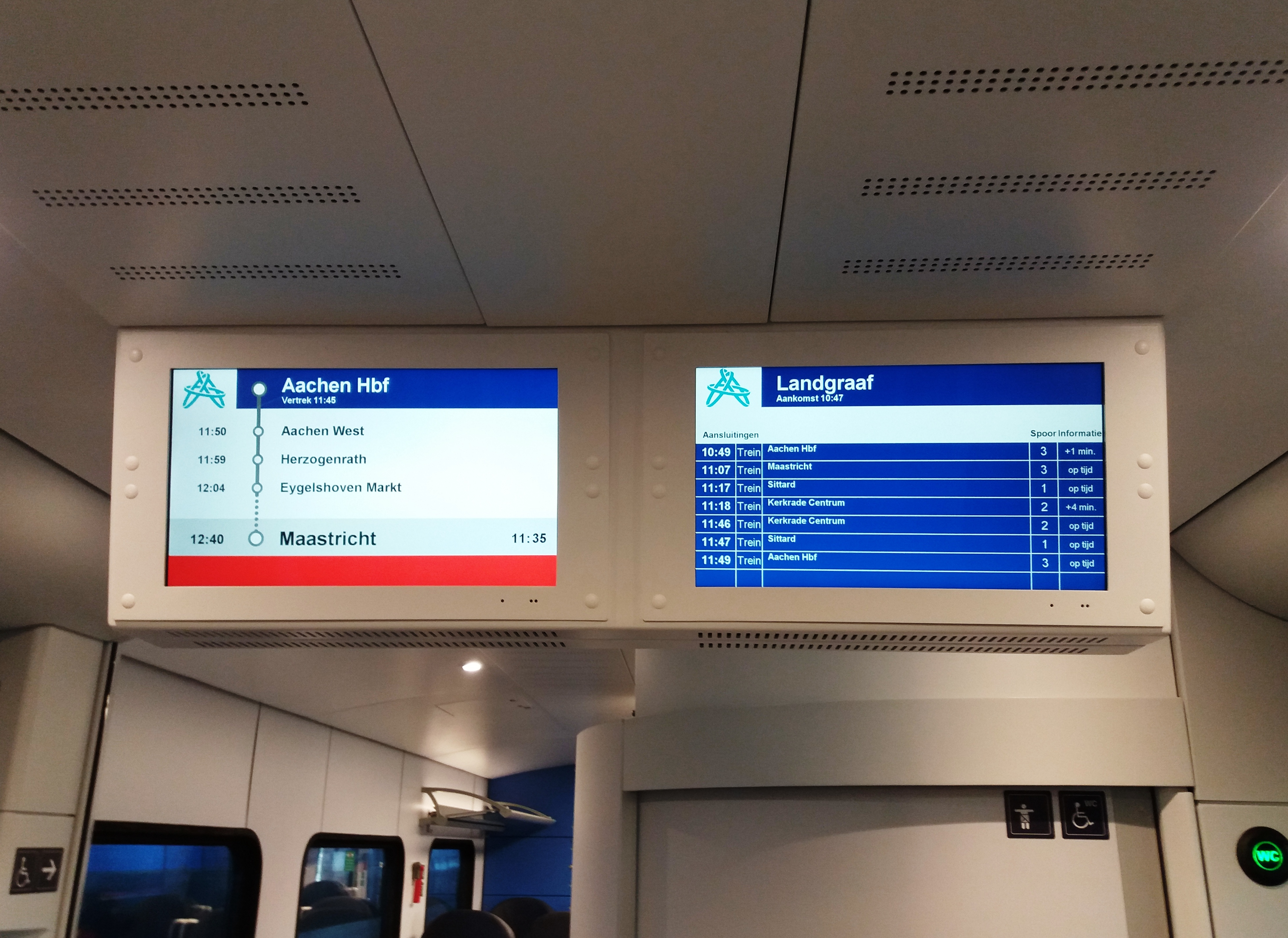
車内の乗客情報システム

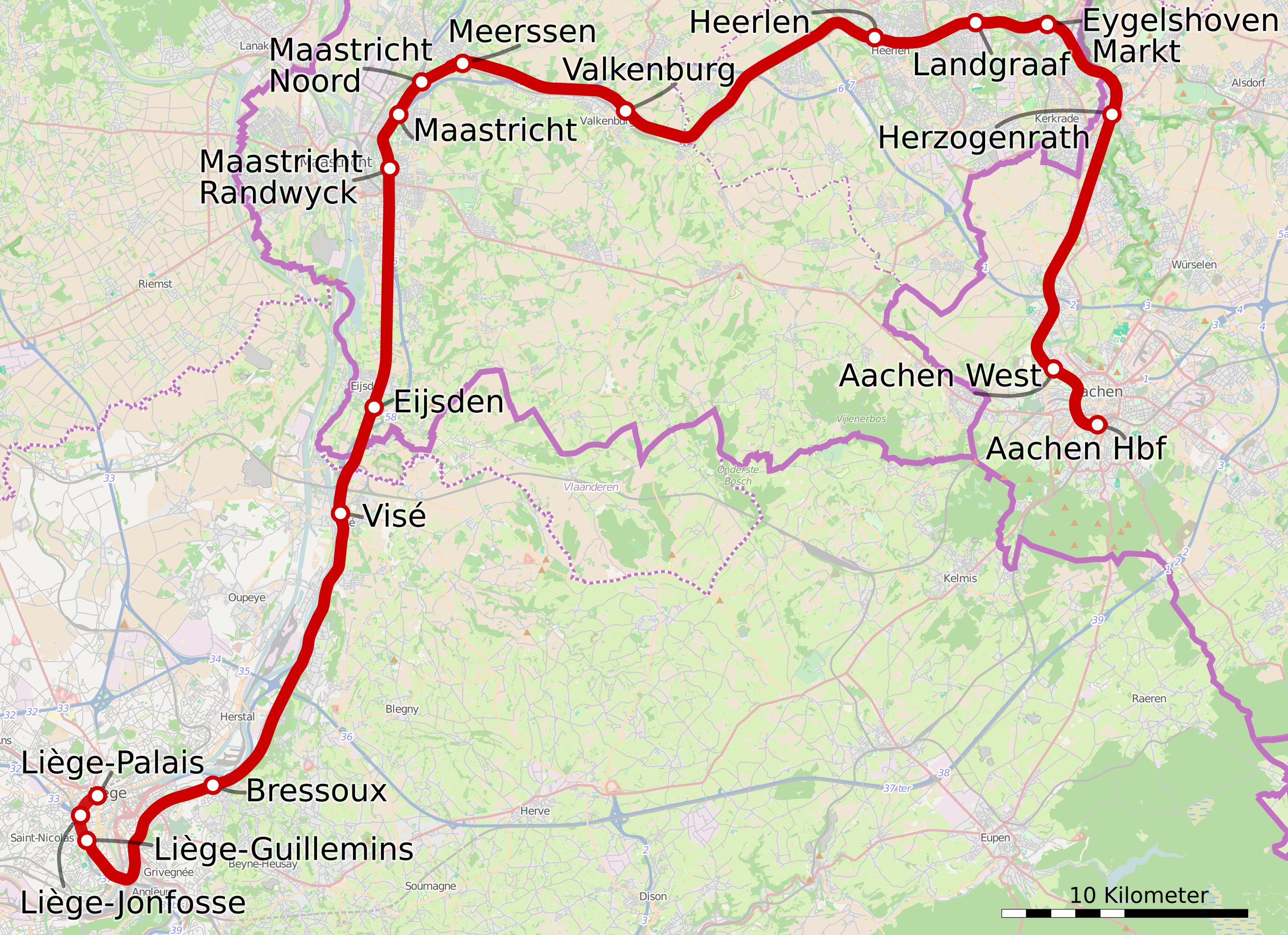
三カ国電車のルート

三カ国電車 （オランダ語: Drielandentrein、ドイツ語: Dreiländerzug、フランス語: Train des trois pays）は アーヘン とマーストリヒトを結ぶ列車の総称。2024年6月30 日以降、列車はリエージュにも延長される予定。電車はドイツ、オランダ、ベルギーの駅を結んでいるため、三国列車とも呼ばれる。アリーヴァが運行するRE 18は、アーヘンからマーストリヒトまで毎時運行している。ベルギーでは、マーストリヒトとリエージュ間のNMBSの輸送が列車に置き換えられますアリーヴァからの連絡
以前はユーレギオンバーンがアーヘン、ヘールレン、マーストリヒト間の運行を担っていたが、2019年1月27日からアリーヴァ鉄道サービスがそれを担っている。ヘールレンとアーヘン間の接続は、ドイツ、オランダ、ベルギーの架線電圧の下で走行できるFLIRTで行われている。

## 停車駅
列車はドイツとオランダの次の駅に停車します。
- アーヘン中央駅
- アーヘン西
- ヘルツォーゲンラート
- エイゲルスホーフェン マルクト
- ランドグラーフ
- ヘールレン
- ファルケンブルグ
- メルゼン
- マーストリヒト
- マーストリヒト ランドウィック

### わかりにくい停車駅
- アイスデン
- ヴィセ
- ブレス
- リエージュ＝ギユマン

## 関連事業者
- ドイツ国営鉄道
- オランダ高速鉄道
- ベルギー国鉄